# Матевж Відовшек
Матевж Відовшек (словен. Matevž Vidovšek, нар. 30 жовтня 1999, Словень Градець) — словенський футболіст, воротар клубу «Олімпія» (Любляна).
Виступав, зокрема, за клуби «Реджина» та «Ая-Напа», а також національну збірну Словенії.
Чемпіон Словенії. Володар Кубка Словенії.

## Клубна кар'єра
Народився 30 жовтня 1999 року в місті Словень Градець.
У дорослому футболі дебютував 2018 року виступами за команду «Реджина», в якій провів один сезон, взявши участь у 0 матчах чемпіонату. 
Своєю грою за цю команду привернув увагу представників тренерського штабу клубу «Ая-Напа», до складу якого приєднався на умовах оренди 2019 року. Відіграв за команду з Ая-Напи наступний сезон своєї ігрової кар'єри.
До складу клубу «Олімпія» (Любляна) приєднався 2020 року. Станом на 15 квітня 2024 року відіграв за команду з Любляни 42 матчі в національному чемпіонаті.

## Виступи за збірні
У 2015 році дебютував у складі юнацької збірної Словенії (U-16), загалом на юнацькому рівні взяв участь у 14 іграх, пропустивши 6 голів.
У 2022 році дебютував в офіційних матчах у складі національної збірної Словенії.
| Дата      | Місто   | Господарі | Результат | Гості | Турнір            | Голи | Примітки |
| --------- | ------- | --------- | --------- | ----- | ----------------- | ---- | -------- |
| 19-6-2023 | Любляна | Словенія  | 1 – 1     | Данія | Відбір до ЧЄ 2024 | -1   |          |
| Усього    |         | Матчів    | 1         |       | Голів             | ?    |          |

## Титули і досягнення
- Чемпіон Словенії (2):

«Олімпія»: 2022-2023, 2024-2025
- Володар Кубка Словенії (1):

«Олімпія» (Любляна): 2022-2023